# هاي هولبورن

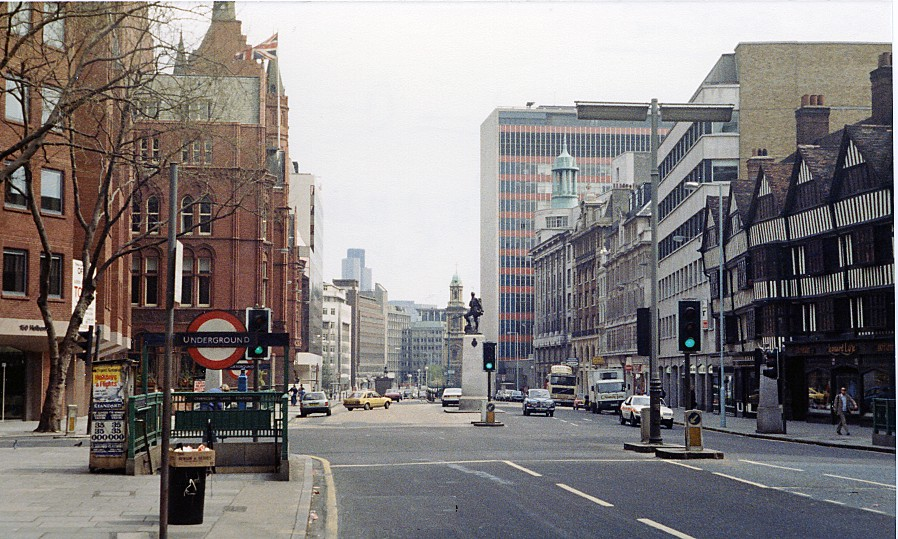
شارع هاي هولبورن في عام 1984.

شارع هاي هولبورن هو شارع في هولبورن وفرينغدون ويثاوت، في وسط لندن، والذي يشكل جزءًا من طريق A40 من لندن إلى فيشجارد. يبدأ الشارع في الغرب عند شارع تشارنج كروس رود، ويمر عبر طريق كينغسواي وساوثهامبتون رو، يتقاطع هولبورن من الشرق مع طريق غرايز إن رود.